# CDfs
CDfs는 유닉스 계열 운영 체제를 위한 가상 파일 시스템이다. 콤팩트 디스크의 데이터 및 트랙에 대한 액세스를 제공한다. CDfs 드라이버가 CD를 마운트하면 각 트랙을 파일로 나타낸다. 이것은 유닉스의 "모든 것이 파일이다"라는 조항과 일치한다.
CDfs는 다음 트랙 유형을 지원한다.
- 레드 북 콤팩트 디스크 디지털 오디오(CD-DA): WAV 파일로 나타난다. DAE 리핑을 시작하면 DAE 리핑이 시작된다.*
- 화이트 북 비디오 CD 또는 슈퍼 비디오 CD 비디오: 오디오 및 비디오 스트림이 포함된 재생 가능한 MPEG-1 파일로 나타난다.
- 옐로우 북 CD-ROM 데이터 :
- 계층적 파일 시스템: 마운트 가능한 HFS 파일 시스템 디스크 이미지(sans 파티션 테이블)로 나타난다.
  - ISO 9660: 각 세션은 마운트 가능한 ISO 이미지 파일로 나타난다.
  - El Torito 부트 파일: 단일 부팅 디스크 이미지 파일로 나타난다.